# 莫羅城堡
莫羅城堡（西班牙語：Castillo de los Tres Reyes del Morro），位於古巴的哈瓦那舊城。自哥倫布發現新大陸後，西班牙致力發展南美的殖民地，在南美運載了大量的黃金、烟草等物資回國，激發起其他歐洲列強批出私掠許可證予本國海盜，以壓制西班牙的海上貿易。1555年，法國海盜攻陷了哈瓦那，自此，西班牙政府決定在此修建莫羅城堡以保護其海上貿易。1762年，英國佔領了古巴，並摧毀了莫羅城堡。隨後，隨著城市的擴展，莫羅城堡的城牆亦遭拆除，今日的莫羅城堡已非當年之貌，並被古巴政府改為航海博物館。